# Premiul Globul de Aur pentru cel mai bun serial TV (muzical/comedie)
Premiile Globul de Aur pentru televiziune se acordă din anul 1956. Din 1969 a apărut categoria Cel Mai Bun Serial TV - Muzical sau Comedie. Între 1962 și 1968, categoria a fost Premiul Globul de Aur pentru cel mai bun serial de televiziune și a grupat musicaluri, comedii și drame într-o singură categorie.

## Câștigători

### Anii 1960
- 1961: My Three Sons / What's My Line? - ambele la categoria - Cel mai bun program TV, primul fiind serial de comedie, iar al doilea fiind emisiune-concurs.
- 1962: Mister Ed - la categoria - Cel mai bun program TV
- 1963: The Dick Van Dyke Show / The Danny Kaye Show- ambele la categoria - Cel mai bun program TV, primul fiind serial de comedie, iar al doilea fiind emisiune de varietăți.
- 1964: The Rogues - categoria - Cel mai bun program TV
- 1965: The Man from U.N.C.L.E. - categoria - Cel mai bun program TV
- 1966: I Spy - categoria - Cel mai bun program TV
- 1967: Mission: Impossible - categoria - Cel mai bun program TV
- 1968: Rowan & Martin's Laugh-In - categoria - Cel mai bun program TV
- 1969: The Carol Burnett Show

### Anii 1970
- 1970: The Carol Burnett Show
- 1971: All in the Family
- 1972: All in the Family
- 1973: All in the Family
- 1974: Rhoda
- 1975: Barney Miller
- 1976: Barney Miller
- 1977: All in the Family
- 1978: Taxi
- 1979: Alice, Taxi

### Anii 1980
- 1980: Taxi
- 1981: M*A*S*H
- 1982: Fame
- 1983: Fame
- 1984: The Cosby Show
- 1985: The Golden Girls
- 1986: The Golden Girls
- 1987: The Golden Girls
- 1988: The Wonder Years
- 1989: Murphy Brown

### Anii 1990
- 1990: Cheers
- 1991: Brooklyn Bridge
- 1992: Roseanne
- 1993: Seinfeld
- 1994: Nebun după tine
- 1995: Cybill
- 1996: A treia planetă de la Soare
- 1997: Ally McBeal
- 1998: Ally McBeal
- 1999: Totul despre sex

### Anii 2000
- 2000: Totul despre sex
- 2001: Totul despre sex
- 2002: Curb Your Enthusiasm
- 2003: The Office
- 2004: Neveste disperate
- 2005: Neveste disperate
- 2006: Ugly Betty
- 2007: Extras
- 2008: 30 Rock
- 2009: Glee

### Anii 2010
- 2010: Glee
- 2011: Modern Family
- 2012: Girls
- 2013: Brooklyn Nine-Nine
- 2014: Transparent
- 2015: Mozart in the Jungle
- 2016: Atlanta
- 2017: The Marvelous Mrs. Maisel
- 2018: The Kominsky Method
- 2019: Fleabag

### Anii 2020
- 2020: Schitt's Creek
- 2021: Hacks
- 2022: Abbott Elementary
- 2023: Ursul
- 2024: Hacks